# Soleneiscus apicalis
Soleneiscus apicalis es una especie de esponja calcárea del género Soleneiscus de la Antártida.